# Taenaris dionus
Taenaris dionus är en fjärilsart som beskrevs av Brooks 1944. Taenaris dionus ingår i släktet Taenaris och familjen praktfjärilar. Inga underarter finns listade i Catalogue of Life.